# Касторф
Касторф (нім. Kastorf) — громада в Німеччині, розташована в землі Шлезвіг-Гольштейн. Входить до складу району Герцогство Лауенбург. Складова частина об'єднання громад Беркентін.
Площа — 6,9 км2. Населення становить 1105 ос. (станом на 31 грудня 2020).

## Галерея

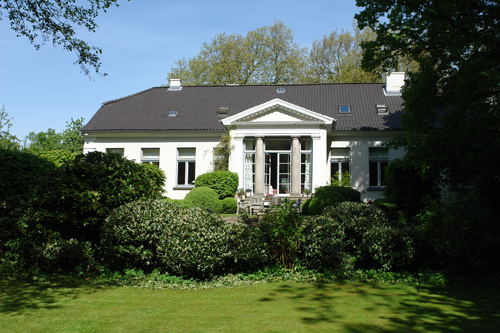